# Evangelisch-lutherische Kirche Waldau

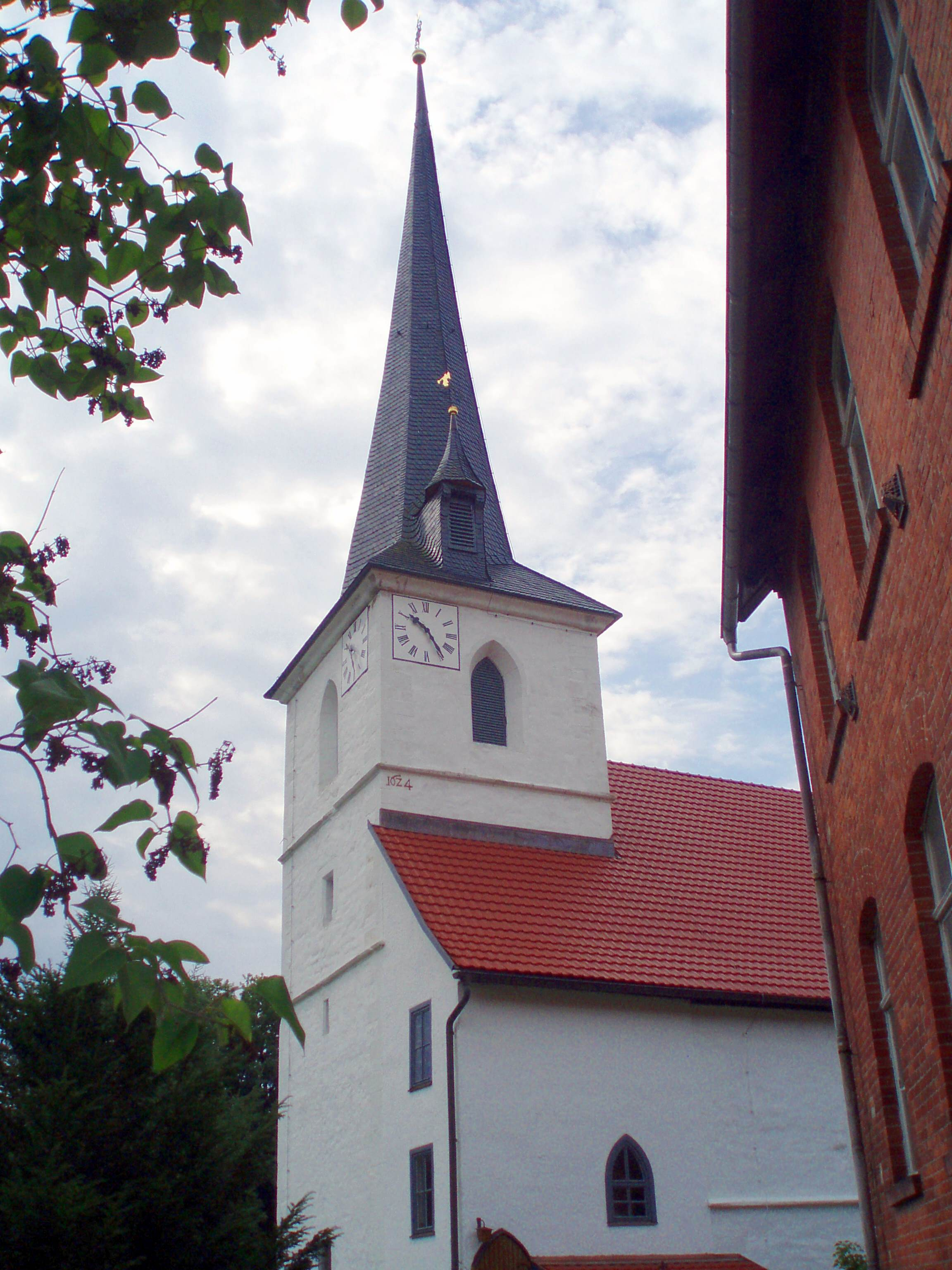
Kirche in Waldau

Die denkmalgeschützte evangelisch-lutherische Kirche Waldau in Waldau, einem Ortsteil der Stadt Schleusingen im Landkreis Hildburghausen (Thüringen), wurde Anfang des 17. Jahrhunderts errichtet.

## Geschichte
Im Jahr 1575 hatte die Vorgängerkirche einen Blitzeinschlag, der einen Abbruch des Gotteshauses zur Folge hatte. Nur die Sakristei und der Altarraum blieben stehen. Den Kirchenneubau begann die Pfarrgemeinde Anfang des 17. Jahrhunderts. Eingemeißelte Jahreszahlen, 1601 am Kirchenschiff und 1624 am Turm, weisen auf die Bauphase hin. Die Weihe war 1628. Im Jahr 1962 erfolgte eine Neuausmalung des Innenraums. In den Jahren 2002/03 wurde beim Turm die Fassade erneuert, das Dach neu verschiefert und die Turmzier mit Knopf und Henne neu vergoldet. 2007 folgten die Instandsetzungsarbeiten am Dach und der Fassade des Kirchenschiffes.
Seit 1999 ist die Pfarrstelle in Waldau unbesetzt. Die Verwaltung der Kirchgemeinde erfolgt durch Hinternah.

## Beschreibung
Der Chor mit dem Altarraum, den ein Kreuzrippengewölbe überspannt, befindet sich unter dem Chorturm und ist gotisch gestaltet. Die mittelalterlichen Fresken im Altarraum, die unter anderem Weihekreuze, Christus als Weltenrichter sowie die Apostel Andreas und Paulus zeigen, stammen aus der Bauzeit des Altarraums und schmücken diesen.
Das Kirchenschiff, ein Massivbau, hat ein mit roten Ziegeln gedecktes Satteldach. Die Portale stehen an der Nord- und Westseite und besitzen jeweils einen Spitzbogen. Die Fenster sind sowohl quadratisch als auch mit Spitzbogen gestaltet. Den Innenraum, der zwischen den zweigeschossigen, hölzernen Emporen von einer hölzernen Tonne überspannt wird, trennt ein spitzbogiger Triumphbogen vom Chor. Die östliche Stirnwand verziert eine Bemalung, die Christophorus darstellt.

## Ausstattung
Zur Ausstattung gehört ein Kruzifix, das hinter dem Altar steht und 1662 in der Werkstatt des Salzunger Bildhauers Conrad Bastheimer entstanden ist. Die Kanzel, am südlichen Triumphbogenpfeiler angeordnet, wird auf das Jahr 1719 datiert. Eine Figur, Johannes den Täufer darstellend, stützt den Kanzelkorb mit Apostelfiguren. Der Schalldeckel trägt den auferstandenen Christus mit einer Siegerfahne.
Auf der oberen Westempore befindet sich die Orgel, die 1847 der Orgelbauer August Witzmann aus Stadtilm errichtete.
Im Kirchturm hängen vier Eisenhartgussglocken aus dem Jahr 1947. Zusätzlich ist im Erker am Turmdach die Taufglocke vorhanden, eine ältere Bronzeglocke.